# Микулкин Нос (посёлок)
Мику́лкин Нос — упразднённая деревня (также указывается статус посёлок) в Заполярном районе Ненецкого автономного округа России. На год упразднения входила в состав Шоинского сельского совета.

## География
Находился на востоке полуострова Канин, на одноимённом мысе, в 110 км от села Шойны, на побережье залива Чёшская губа Баренцева моря.

## История
В 1973 году деревня Микулкин Нос отнесена к разряду неперспективных населённых пунктов округа, исключена из реестра.

## Население
В 1959 году — 7 жителей (5 мужчин, 2 женщины). В 1961 году — 3 хозяйства, 5 жителей. В 1972 году — 3 жителя.

## Инфраструктура
Жители посёлка занималось охотой и рыбной ловлей. В Чёшской губе обитает эндемик — чёшско-печорская сельдь.
Недалеко от посёлка была расположена действующая морская гидрометеорологическая береговая станция «Мыс Микулкин», была полярная станция Мыс Микулкин. Гидрометеорологическая станция открыта 15 сентября 1940 года, закрыта в 2018 году.